# Holosporaceae
Die Holosporaceae (früher Candidatus Hepatobacteraceae) bilden eine Familie innerhalb der Alphaproteobacteria. Sie sind Mitglieder dieser Familie innerhalb der Zellen des Wirtes (intrazellulär) lebende Parasiten bzw. Symbionten. Eine Kultivierung des stäbchenförmigen Bakterium ist auf künstlichen Nährboden nicht möglich.

## Systematik
Die Familie besteht aus den unten angegebenen Gattungen und wird zu der Ordnung Holosporales innerhalb der Alphaproteobacteria gestellt. – Diese Ordnung wurde im Jahr 2020 aufgestellt. Zuvor wurde sie zu der, nun nicht mehr gültigen, Ordnung Rickettsiales gestellt.
- Holospora (ex Hafkine 1890) Gromov & Ossipov 1981 bzw. (ex Hafkine 1890) Preer & Preer 1982 ["Preeria" Potekhin et al. 2018]
- Pseudocaedibacter Quackenbush 1982
- Tectibacter (ex Preer et al. 1974) Preer & Preer 1982 [„Tectobacter“ Preer et al. 1974]

Hinzu kommen die noch Kandidaten-Gattungen:
- „Candidatus Bealeia“ Szokoli et al. 2016
- „Candidatus Cytomitobacter“ Tashyreva et al. 2018
- „Candidatus Fujishimia“ Boscaro et al. 2019
- „Candidatus Goertzia“ corrig. Boscaro et al. 2013 [„Ca. Gortzia“ Boscaro et al. 2013]
- „Candidatus Gromoviella“ Castelli et al. 2022
- „Candidatus Hafkinia“ Fokin et al. 2019
- „Candidatus Hepatobacter“ Nunan et al. 2013 bzw. Chuvochina et al. 2023
- „Candidatus Hydrogenosomobacter“ Takeshita et al. 2019
- „Candidatus Ignotibacter“ corrig. George et al. 2020 [„Candidatus Nesciobacter“ George et al. 2020]
- „Candidatus Mystax“ Korotaev et al. 2020
- „Candidatus Paraholospora“ Eschbach et al. 2009

Einige Verschiebungen nach der LPSN:
- Symbiotes Philip 1956 [„Cowdryia“ Macchiavello 1947] ⇒ Ordnung Rickettsiales (Familie unbestimmt)[A. 1]
- Caedibacter (ex Preer et al. 1974) Preer & Preer 1982 [„Caedimonas“ Schrallhammer et al. 2018] ⇒ Familie Fastidiosibacteraceae der Ordnung Beggiatoales

Weitere Verschiebungen von Kandidaten-Gattungen nach LPSN sind u. a.:
- „Candidatus Paracaedibacter“ Horn et al. 1999 ⇒ Familie „Ca. Paracaedibacteraceae“ der Ordnung Holosporales
- „Candidatus Odyssella“ Birtles et al. 2000 ⇒ „Ca. Paracaedibacteraceae“ der Ordnung Holosporales

## Ökologie und intrazelluläre Symbiosen
Vertreter der Gattung Holospora (und der heute anderweitig eingeordneten Kandidaten-Gattung Ca.Caedibacter) wurden in dem Pantoffeltierchen Paramecium caudatum gefunden. Holospora dringt hierbei in den Zellkern des Wirts ein. Die Bakterien leben meist innerhalb von Wimpertierchen der Gattung Paramecium (Pantoffeltierchen) und je nach Art bewohnen sie den Makro- oder Mikronukleus:
Innerhalb der Makronuclei der Pantoffeltierchen P. caudatum und P. biaurelia leben z. B. die Arten Holospora obtusa, H. caryophila und H. curviuscula.
Die Arten H. accuminata, H. elegans und H. undulate leben dagegen in den Micronuclei der Wimpertierchen Paramecium bursaria und P. caudatum.
Eine weitere aufgrund von 16S-rRNA-Analysen vorläufig zu dieser Familie gestellte Art wurde in Epithelzellen des Hepatopankreas (Mitteldarmdrüse) von Garnelen gefunden. Sie ist Auslöser der Necrotizing Hepatopancreatitis (NHP), eine auf die Garnelen tödlich wirkende Krankheit. Man spricht bei dieser Art deshalb häufig von dem "NHP Bakterium" (NHPB). Betroffene Garnelenarten sind u. a. Litopenaeus vannamei (auch Penaeus vannamei genannt) und Farfantepenaeus aztecus. Auf Garnelenfarmen kann dieses Bakterium große wirtschaftliche Schäden verursachen. Diese Erkrankung von gezüchteten Garnelen trat zuerst auf einer Garnelenfarm in Texas im Jahre 1985 auf, sie wird von daher auch englisch "Texas Pond Mortality Syndrome" genannt.
Eine vorläufig „Scuticociliatia sp. GW7“ genannte anaerobe Wimpertierchen-Art aus der Gruppe der Scuticociliatia lebt in einer Dreier-Symbiose mit zwei Hydrogenosom-assoziierten intrazellulären Endosymbionten. Der eine (Candidatus Hydrogenosomobacter endosymbioticus) gehört zur Familie Holosporaceae; der andere (Met1 alias SNSP aus der Gattung Methanoregula oder auch Met2 alias GP6 oder DSM 3671 aus der Gattung Methanothrix) gehört zu den methanogenen Archaeen der Methanomicrobia und besitzt (wie für methanbildende Archaeen typisch) den Cofaktor („Coenzym“) F420. Sie befinden sich im Zellplasma, angrenzend an die Hydrogenosomen (und nicht im Zellkern).
Die heute in der Schwesterfamilie Paracaedibacteraceae der gemeinsamen Ordnung Holosporales gestellte, als Odysella thessalonicensis benannte Art wurde in aquatisch lebenden Amöben der Gattung Acanthamoeba gefunden. Odysella-Bakterien scheinen unter normalen Bedingungen keinen Schaden bei dem Wirt auszulösen.